# پرچم اسپانیا
پرچم اسپانیا بنا بر قانون اساسی این کشور (مصوبه ۱۹۷۸) از سه ردیف افقی تشکیل شده‌است. این سه ردیف افقی از بالا به پایین به رنگ قرمز، زرد و قرمز هستند. اندازه مساحت ردیف وسط که رنگ زرد باشد، دو برابر هر یک از ردیف‌های قرمز است.

## نگارخانه پرچم‌های وابسته به اسپانیا